# Mad Dog McCree
Mad Dog McCree ist das erste Laserdisc-Computerspiel mit Realfilmdarstellung, das 1990 von American Laser Games entwickelt und als Arcade-Spiel mit einer Mischung aus interaktivem Film und Lightgun-Shooter veröffentlicht wurde. Es folgten zahlreiche Portierungen auf weitere Spielsysteme sowie 1992 ein Nachfolger mit dem Titel Mad Dog 2: The Lost Gold.

## Handlung
Mad Dog McCree erlangte größere Aufmerksamkeit wegen seiner Realfilm-Darstellung, die durch Kulissen und Kostümierung der Schauspieler an den zeitgenössischen Western angelehnt war. Das Spiel wird daher auch als interaktiver Film bezeichnet, in dem der Spieler in die Rolle „des Fremden“, eines namenlosen Cowboys, schlüpft. Beim Eintreffen in einer namenlosen, scheinbar friedlichen Stadt trifft er einen alten Goldsucher (Ben Zeller). Er erfährt, dass die Stadt von einer Gangsterbande um den Verbrecherboss Mad Dog McCree (Rusty Dillen) heimgesucht wird. Der Bürgermeister und seine Tochter werden von ihnen gefangen gehalten und der Sheriff wurde in seinem eigenen Gefängnis eingesperrt. Bereits während dieser Einführung taucht der erste Verbrecher auf und versucht den Goldsucher zu erschießen, der Spieler muss ihm reaktionsschnell zuvorkommen.
Der Spieler sucht im Anschluss verschiedene Schauplätze (Saloon, Bank, Sheriffbüro mit Gefängnis, Pferdestall, Mine, Unterschlupf der Bande) auf, erschießt sämtliche Bandenmitglieder und befreit deren Gefangene. Der Spieler kann nur in begrenztem Umfang die Abfolge der Schauplätze bestimmen, einige davon sind Sackgassen. Höhepunkt ist das Pistolenduell mit Mad Dog McCree, das der Spieler für sich entscheiden muss, um das Spiel zu beenden.

## Spielprinzip
Nahezu alle Aktionen werden mithilfe eines auf dem Bildschirm dargestellten virtuellen Revolvers bzw. Fadenkreuzes durchgeführt, das der Spieler über eine Lightgun, Computermaus oder den Gamecontroller der Konsole kontrolliert. Es dient dem Anvisieren von Gegnern und der Auswahl der gewünschten Option, Szene oder Wegabzweigung. Der Spieler hat zu Beginn die Wahl zwischen drei Schwierigkeitsgraden.
Die meisten Szenen bestehen aus Schussgefechten, bei denen der Spieler rechtzeitig die unvermittelt auftauchenden Gegner entdecken, anvisieren und virtuell abschießen muss. Die Gegner erscheinen nacheinander und sind zahlenmäßig in der Überzahl. Für jeden Abschuss gibt es Punkte, durch Trefferserien ohne zwischenzeitliche Fehlschüsse fallen diese höher aus. Der Revolver hat außerdem nur sechs Schuss und muss rechtzeitig nachgeladen werden, zu Beginn unbegrenzt, später mit Limitierungen. Einige Objekte in der Szene können ebenfalls abgeschossen werden und ergeben Zusatzmunition. Schießen die Gegner zuerst, verliert der Spieler eines seiner Leben. Selbes gilt für den Abschuss eines unschuldigen Passanten. Nach Verlust aller Leben erfolgt ein Game over, dargestellt durch eine Szene beim lokalen Bestatter, und das Spiel muss erneut gestartet werden. Spätere Versionen nahmen Anpassungen dieser Bedingungen vor.
Hauptziel eines Spieldurchgangs ist es, alle Szenen zu meistern und Mad Dog McCree mitsamt seiner Bande zu erledigen. Durch das Punktesystem und einem damit verbundenen Highscore soll der Spieler außerdem zum erneuten Durchspielen ermuntert und ein Geschicklichkeitswettbewerb zwischen verschiedenen Spielern angeregt werden.

## Veröffentlichung
Das Spiel war das erste von mehreren ähnlichen Spielen des Herstellers American Laser Games, die alle dieselbe Engine verwendeten. Mad Dog McCree erschien in vier verschiedenen Hardware-Varianten mit Laserdisc-Player zunächst als Arcade-Spiel, 1993 wurden außerdem Varianten für Mega-CD, MS-DOS und Windows, 1994 schließlich auch CD-i, 3DO herausgebracht. 2001 erschien es zusammen mit einigen anderen Titeln von American Laser Games mit verbesserter Video- und Soundqualität für DVD-Abspielgeräte.
2009 wurde der Titel zusammen mit seinem Nachfolger Mad Dog 2: The Lost Gold und The Last Bounty Hunter als Teil des Mad Dog McCree Gunslinger Pack für die Wii erneut veröffentlicht. Es folgten Veröffentlichungen für iOS (20. Dezember 2011) und Nintendo 3DS (14. Juni 2012). Die Fassung für PlayStation 3, die am 22. Januar 2013 digital über das PlayStation Network veröffentlicht wurde, erhielt ein Video-Remaster mit 720p-Auflösung, eine neue Benutzeroberfläche und eine Anpassung auf den Move-Controller.

## Rezeption
Die Wertungen der Spielepresse blieben ob des simplen Spielprinzips meist verhalten. Anerkennung gab es meist für die zum ursprünglichen Veröffentlichungszeitraum fortschrittliche CD-Technik.

„Trotz des angeknacksten Langzeit-Nährwerts hat Mad Dog aber meine Sympathien. Es ist eines der ganz wenigen »echten« CD-Spiele, die andeuten, welche technischen Möglichkeiten in diesem neuen Medium schlummern. Dank der sehenswerten Videotechnik ein durchaus beeindruckendes Programm mit hohem Vorführwert.“

„Geht es nach American Laser Games, ist Mad Dog McCree ein Vorreiter in die CD-Spielezukunft mit Spielfilm-Flair. Aber so manches Sinclair ZX81-Spiel auf Kassette hatte mehr Klasse als dieses simple Klick-mich-Kasperltheater. Anfangs sammeln sich zwar Freunde und Bekannte um den Monitor und man darf der staunenden Masse seine Fähigkeiten als Scharfschütze präsentieren, aber spätestens nach fünf Minuten wendet sich der Normalbürger ohne Cowboy-Erbmasse ab - dem einen ist es zu brutal, dem anderen zu langweilig: Der spielerische Tiefgang wird vom Totengräber mit einem Spatenstich locker überboten. Mad Dog McCree ist stereotyp und stumpfsinnig zugleich. Mehr als zur richtigen Zeit auf den richtigen Mann zu schießen, wird von Euch nicht verlangt. Kleine Programmierfehler und Ungenauigkeiten machen das Schützenfest endgültig zum Trauerspiel - außerdem wird der Spieler nicht mehr gebraucht: Sicher wird die BPS Mad Dog McCree bald dingfest machen.“

Dennoch konnte das Spiel gerade wegen seiner realistischen Darstellung im Arcade-Bereich gegenüber den eher zeichentrickartigen Konkurrenzprodukten herausstechen und Erfolge feiern. Gegenüber dem zeitgenössischen Betrachter schien das Spiel einen Blick auf die Zukunft zu geben, die Verschmelzung von Realfilm und Interaktivität (vgl. Interaktiver Film). Da sich diese Annahmen jedoch nicht bewahrheiteten, erhielten bei späteren Veröffentlichungen des Spiels die negativen Aspekte mehr Einfluss auf die Bewertung.

“Mad Dog McCree was corny, is corny, and always will be corny. It's a poorly acted interactive video-based game that's halfway between a rubbish Time Crisis-style blaster and an Uwe Boll movie. It's a game that is, for whatever reason, released over and over again, occupying platform after platform with its dumb dialogue, rickety sets and tedious gameplay.”

„Mad Dog McCree war kitschig, ist kitschig und wird immer kitschig bleiben. Es ist ein schlecht geschauspielertes, interaktives, filmbasiertes Spiel, das sich irgendwo zwischen einem ramschigen Time-Crisis-artigen Blaster und einem Uwe-Boll-Film bewegt. Es ist ein Spiel, das aus welchen Gründen auch immer, immer wieder veröffentlicht wurde, das eine Plattform nach der anderen mit seinen dummen Dialogen, wackligen Kulissen und nervtötenden Spielprinzip besetzt.“

“There's something enjoyable about playing something as awful as Mad Dog McCree. These rigid lightgun games are satisfyingly terrible. But make no mistake: they are bad. Oh, they are bad indeed. But priced right at $20 for all three bad, bad games. Definitely worth throwing down a Jackson to make fun of the action unfolding in the pinnacle of mid-80s videotography.”

„Es hat etwas Befriedigendes, wenn man etwas so Grauenhaftes wie Mad Dog McCree spielt. Diese starren Lightgun-Spiele sind auf befriedigende Weise schrecklich. Versteht mich nicht falsch: sie sind schlecht. Oh, sie sind wirklich schlecht. Aber mit genau dem richtigen Preis von 20 Dollar für drei wirklich, wirklich schlechte Spiele. Es ist definitiv wert einen Jackson [Anm.: 20-Dollar-Note] hinzublättern, um sich einen Spaß aus der Action zu machen, die sich auf dem Höhepunkt der mittleren 80er-Jahre-Videotografie entfaltet.“

In der britischen Computerspielsendung GamesMaster wurde das Spiel in der Premierensendung 1992 und in Folge 22 der Staffel 1992/93 für einen Wettbewerb zwischen einem Prominenten und einem Zuschauer verwendet. In Deutschland wurde das Spiel dagegen im Juni 1994 von der Bundesprüfstelle für jugendgefährdende Schriften (BPjS) indiziert. Im Mai 2012 wurde der Titel wieder vom Index gestrichen.
1992 veröffentlichte American Laser Disc einen Nachfolger unter dem Titel Mad Dog 2: The Lost Gold.